# Xã Wheeler, Michigan
Xã Wheeler (tiếng Anh: Wheeler Township) là một xã thuộc quận Gratiot, tiểu bang Michigan, Hoa Kỳ. Năm 2010, dân số của xã này là 2.786 người.